# Tegotettix armatus
Tegotettix armatus är en insektsart som beskrevs av Hancock, J.L. 1913. Tegotettix armatus ingår i släktet Tegotettix och familjen torngräshoppor. Inga underarter finns listade i Catalogue of Life.